# Enrico di Schomberg
Enrico di Schomberg, conte di Nanteuil-le-Haudouin e Durtal (Parigi, 1575 – Bordeaux, 17 novembre 1632), fu maresciallo di Francia durante il regno di Luigi XIII.
Enrico era il secondo figlio (primo maschio) dei cinque figli di Gaspare di Schomberg (1540 – 1599), conte di Nanteuil-le-Haudouin e Durtal, e della di lui consorte Jeanne de Chastaigner. La famiglia del padre era originaria di Meißen, in Sassonia.

## Biografia

### La vita attiva
Nel 1589, dopo l'assassinio di Enrico III ad opera di Jacques Clément,  fu tenuto per breve tempo prigioniero dai cattolici della Lega Cattolica
Combatté per la prima volta all'età di 17 anni in Ungheria per l'imperatore Rodolfo II. Tornato in Francia, proseguì la sua carriera di uomo d'armi, prima come soldato e poi come ufficiale, sotto Luigi XIII di Francia.
Qui si dimostrò in particolare confidente e seguace del cardinale Richelieu. Per conto di quest'ultimo fu emissario particolare presso i prìncipi protestanti tedeschi e si adoperò più volte per il fallimento degli intrighi orditi da una parte dei nobili francesi contro il cardinale. 
Dal 1619 al 1622 fu Controllore generale delle finanze di Francia e nel 1625 fu promosso maresciallo di Francia.
Nel 1627 prese parte alle operazioni militari dell'assedio de La Rochelle. A fianco del Toiras cacciò George Villiers, I duca di Buckingham dall'Île de Ré e lo sconfisse in mare il 17 novembre. Nel 1632 sconfisse a Castelnaudary Enrico II di Montmorency.
Schomberg fu incaricato dell'arresto di gentiluomini accusati di complotti contro il cardinale Richelieu, specificatamente di:
- Enrico II di Montmorency nel 1632
- Louis de Marillac  nel 1632.

Un mese prima della sua morte, dopo l'esecuzione di Enrico II di Momtmorency (30 ottobre 1632), fu nominato governatore della Linguadoca, ma poco dopo morì ed al suo posto fu nominato il figlio Carlo di Schomberg.

### Il personaggio
Schomberg fu uno dei più importanti comandanti militari di Luigi XIII e del cardinale Richelieu. Particolari successi ebbe nel combattere contro George Villiers, I duca di Buckingham, nel corso dell'assedio di La Rochelle  (1627-1628) e nella guerra di successione di Mantova e del Monferrato (1628-1631) e nelle battaglie contro i frondisti.
Inoltre Schomberg aveva fama di particolare affidabilità. Il cardinale Richelieu scrisse di lui nelle sue memorie:
(Armand-Jean du Plessis de Richelieu)

## Matrimonio e discendenti
Nel 1598 sposò Françoise d'Espinays, figlia di Claude d'Espinays, che lo lasciò vedovo il 16 gennaio 1602. Da Françoise ebbe due figli:
- Carlo (1601 – 1656), anch'egli maresciallo di Francia (dal 1637)
- Jeanne (1601 - 1674), maritata a François de Cossé, conte di Brissac e Roger, duca di La Roche-Guyon

Un anno prima di morire sposò Anne de La Guiche († 1663) dalla quale ebbe una figlia (nata dopo la morte del padre):
- Jeanne-Armande (1632 – 1706), andata sposa al principe Charles II de Rohan-Guéméné